# Hernán Y Zurieta
Hernán Y Zurieta (Verónica, provincia de Buenos Aires, 10 de marzo de 1973) es un político argentino. Entre 2015 y 2019 fue reelecto para el cargo de intendente del partido de Punta Indio, al que había accedido en 2011. Antes, había ejercido como concejal del distrito.
Desde septiembre del 2021 se encuentra desempeñando el cargo provincial de Administrador General de la Dirección de Vialidad de la Provincia de Buenos Aires.